# Крістіна Роккаті
Крістіна Роккаті (24 жовтня 1732 року, Ровіго — 16 березня 1797, Ровіго) — італійська вчена та поетеса. Вона була на шляху до побудови успішної академічної кар'єри після закінчення Університету Болоньї (1751); на той час вона могла мати лише третю академічну кваліфікацію, яку коли-небудь могла мати жінка в італійському університеті. Проте фінансові проблеми спонукали її повернутися до венеціанської провінції Ровіго, де вона десятиліттями продовжувала викладати фізику.

## Біографія
Роккаті була членом дворянської родини в Ровіго. Вона вивчала класичні мови під керівництвом Петера Берталії Арка, викладача на семінарі в Ровіго, і у віці п'ятнадцяти років її віршами захоплювалися в Академії Ровіго Ордна. У 1747 році її батьки отримали дозвіл на вивчення філософії природи (натурфілософії) в університеті Болоньї під опікою Берталії. Крістіна була прийнята в університет того ж року. Вона вивчала літературу, логіку, метафізику, мораль, метеорологію і астрономію, але концентрувалася переважно на фізиці і природознавстві. Вона також знаходила час і для поезії. Крістіна стала членом Академії Конкордії (1749 р.), Академії Апатисти ди Флоренції (1750 р.) І Академії Нель-Аркадії під назвою Aganice Aretusiana (1753), а також Академії Болоньї і Ріковерті Падуя.
Закінчила вивчення філософії 5 травня 1751 року. Вона була вчителькою фізики в Accademia dei Concordi di Rovigo з 1751 до 1777 року. З 1751 року навчалася в університеті Падуї. Однак у 1752 році фінансові труднощі для її сім'ї змусили її перервати навчання в Падуї. Вона була обрана президентом Accademia dei Concordi di Rovigo у 1754 році.

## Подальше читання
- Брюки Піфагора: Бог, фізика і гендерні війни Маргарет Вертхайм ISBN 978-0-393-31724-4
- (англ.) «Стати вченим» Паули Фідлен [Архівовано 9 жовтня 2012 у Wayback Machine.]